# Lladres de ments
Lladres de ments  (títol original: Unstoppable) és una pel·lícula estatunidenca dirigida par David Carson, estrenada el 2004. Ha estat doblada al català

## Argument
Un excombatent que va participar en la guerra de Bòsnia decideix casar-se amb la seva promesa Amy, que és policia. Quan és a punt de demanar-li matrimoni, uns narcotraficants el segresten per error, confonent-lo amb un agent de la CIA, i li injecten una droga mortal que fa que cregui tot el que li diuen i que ressorgeixin en ell els fantasmes del passat. Tant Amy com l'FBI, intentaran al mateix temps rescatar-lo i impedir que la droga sigui venuda. El problema és que els traficants són els únics que tenen l'antídot que pot salvar-li la vida.

## Repartiment
- Wesley Snipes: Dean Cage
- Jacqueline Obradors: l'inspector Amy Knight
- Stuart Wilson: Sullivan
- Kim Coates: Peterson
- Mark Sheppard: Leitch
- Adewale Akinnuoye-Agbaje: agent Junod
- Vincent Riotta: l'inspector Jay Miller
- David Schofield: doctor Collins
- Nicholas Aaron: McNab
- Kim Thomson: agent Kennedy
- Jo Stone-Fewings: agent Gabriel
- Cristian Solimeno: Scott Knight
- Gary Oliver: el xòfer de Sullivan
- Andrew Pleavin: Cherney

## Crítica
"Snipes (que va arribar a obtenir la Copa Volpi al millor actor a Venècia per 'Després d'una nit') per fi ho ha aconseguit: les seves pel·lícules ja són tan dolentes com les de Steven Seagal (...) un curs de banalització de la guerra. Visualment ridícula, ni tan sols acontentarà als fanàtics del cinema de cops"